# 3M
3M Company (antiga Minnesota Mining and Manufacturing Company até 2002) é um grupo econômico multinacional americano de tecnologia diversificada, organizado em unidades de negócios reunidas em 6 grandes mercados: Indústria e Transporte; Saúde; Consumo e Escritório; Segurança; Produtos Elétricos e Comunicação; Controle de Tráfego e Comunicação Visual. Seu portfólio contabiliza mais de 55.000 produtos, incluindo adesivos, abrasivos, fitas adesivas, equipamentos de proteção, blocos Post-it, esponjas Scotch-Brite, produtos médicos e dentários, produtos automotivos, entre outros.

## Tecnologia
São cerca de 45 plataformas tecnológicas que a tornam uma das empresas mais diversificadas do mundo. A 3M possui mais de 45.000 patentes (registradas ou em processo)em sua história. São mais de 7.000 cientistas no mundo todo, alocados em laboratórios corporativos, divisionais e em alguns países determinados, representando um investimento médio anual de 6% das vendas.

## História
A 3M foi fundada em 1902 em Minnesota, região dos Grandes Lagos, nos Estados Unidos por cinco empreendedores que se uniram para explorar minérios, um negócio promissor para abastecer a incipiente indústria americana no início do século XX.
Mas o minério explorado se mostrou de pouco valor e a 3M transferiu-se para a cidade de Duluth em 1905, mudando seu foco inicial para concentrar suas atividades na fabricação de abrasivos.
Nesses tempos difíceis, novos investidores garantiram a sobrevivência da empresa, em especial Lucius Ordway, o responsável por transferir a 3M para a cidade de Saint Paul, Minnesota em 1910.
Em 1916, é realizado o primeiro investimento em um laboratório de controle de qualidade. No início de 1920, o inventor Francis Okie desenvolve a ideia de uma lixa para ser usada com água, a qual diminuía a quantidade de poeira gerada no processo de lixamento e melhorava o acabamento. Em 1921, usando papel à prova d'água, a 3M lançava sua primeira grande inovação, a lixa d'água que, por muitas décadas, se manteve como o método universal de lixamento na indústria e construção.
Poucos anos depois, Richard G. Drew, um assistente de laboratório, identificou uma necessidade nas oficinas de reparação automotiva. Quando se pintavam carros bicolores, os pintores colavam jornal com adesivo nas peças do veículo, o que gerava retrabalho e comprometia a qualidade. Em 1925, a 3M lançava a fita crepe que, já na época, adotaria a marca Scotch.

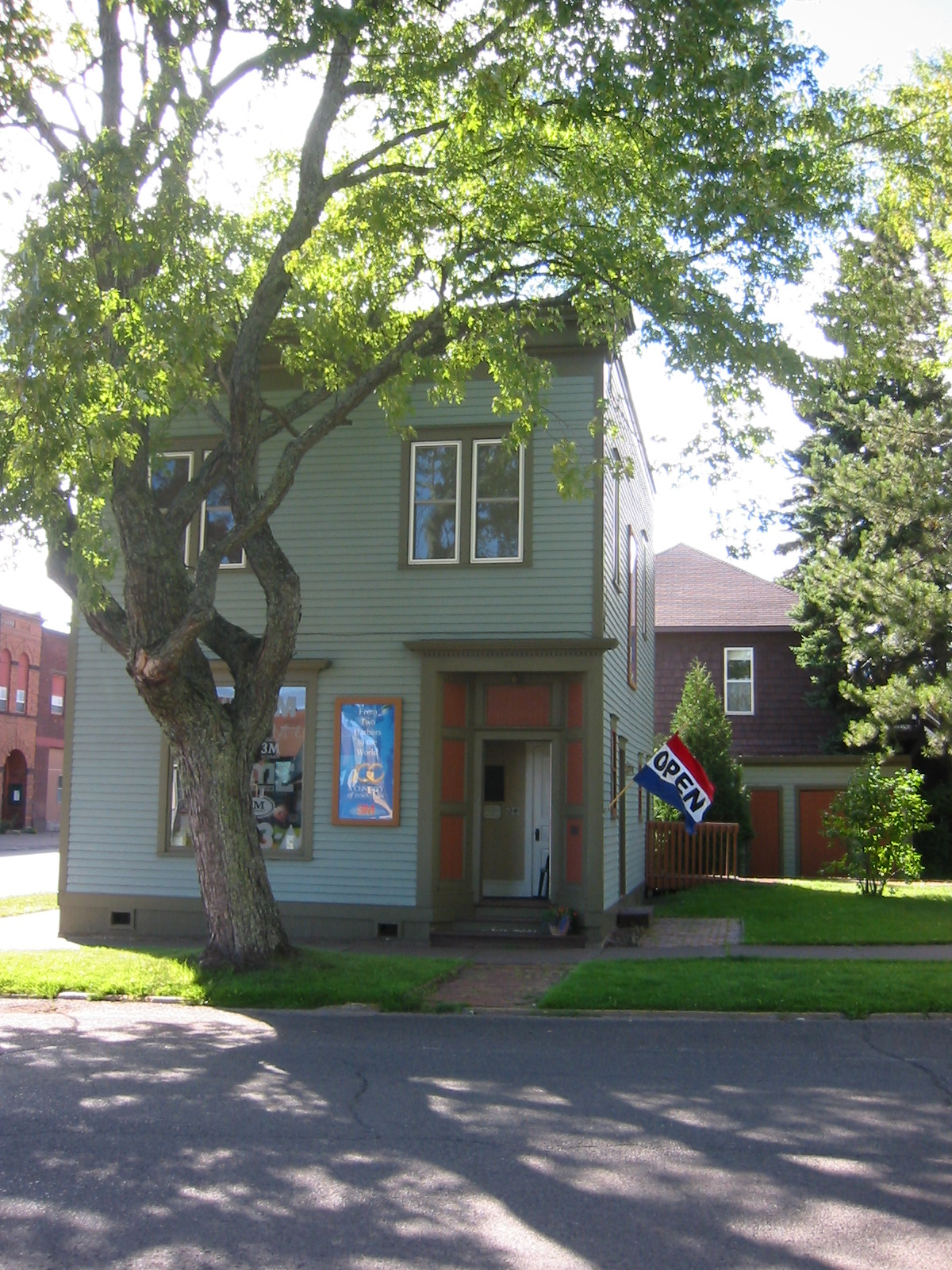
O 3M Museum em Two Harbors, Minnesota. Este espaço detalha a história da 3M.

No final dos anos 1920, a pedido de um cliente, Drew e sua equipe concebem outra nova solução para fechamento de embalagens: uma fita adesiva de celofane que, no Brasil, é popularmente chamada de "Durex", até hoje uma marca da 3M no Brasil.
Em 1937, a 3M investe na montagem do Laboratório Central de Pesquisa. Três anos depois, um departamento de Novos Produtos é organizado para conceber novas ideias enquanto várias outras estruturas voltadas para o desenvolvimento de produtos são criadas.
O impacto dessa estratégia se reflete numa lista de desenvolvimento de novos produtos: materiais refletivos para sinalização de trânsito; a fita magnética, mídia usada para a gravação de sons; fitas antiderrapantes; a fita isolante; a tecnologia para dupicação e cópia de documentos "Thermo-Fax", a fita filamentosa para empacotamento pesado; resinas sintéticas; protetor de tecidos; fitas magnéticas de vídeo; esponjas para limpeza; a primeira fita hipoalergência micropore, entre outros.
Em 1960, é criado o microfilme Dry-silver, junto com produtos para uso relacionado à fotografia. A partir deste ano, também ocorreu à fabricação de papéis sem a presença do carbono, utilidades de projeção aérea, e produtos para uso médico, como o fio dental.
Nos anos 1970 e 80, é expandida a área de produtos de controle energético, para farmácia e de radiologia. Nos anos 1980, é criado o bloco de recados adesivo Post-it. Nos anos 1990, o faturamento da 3M atingiu globalmente US$ 15 bilhões. Novos produtos são fabricados, entre eles, modificadores farmacêuticos, filmes ópticos para realçar a imagem de displays eletrônicos (telas de LCD)e circuitos flexíveis para dispositivos eletrônicos.
Em 2002, “3M Company” tornou-se o nome oficial da 3M (anteriormente chamada de "Minnesota Mining and Manufacturing Company").
Em 2008, a 3M fatura globalmente US$ 25,3 bilhões.
Em 2009, o diretor industrial da unidade farmacêutica da 3M em Pithiviers, França, foi sequestrado por grevistas que se opunham a despedimentos.
Em julho de 2014, a 3M adquiriu os 25% que a Sumitomo Electric Industries detinha na joint venture Sumitomo 3M por 885 milhões de dólares.
Em dezembro de 2022, a empresa anunciou que cessaria a produção de per e polifluoroalquilos até 2025.

## Filiais

### Brasil
A 3M iniciou suas operações no Brasil em 1946, na cidade de Campinas, São Paulo. Atualmente, sua administração e também seu maior parque fabril se localizam na cidade de Sumaré, São Paulo. A empresa tem cerca de 4 mil funcionários no Brasil. Outras fábricas estão situadas nas cidades de Ribeirão Preto, Itapetininga e Manaus.

## Reputação corporativa

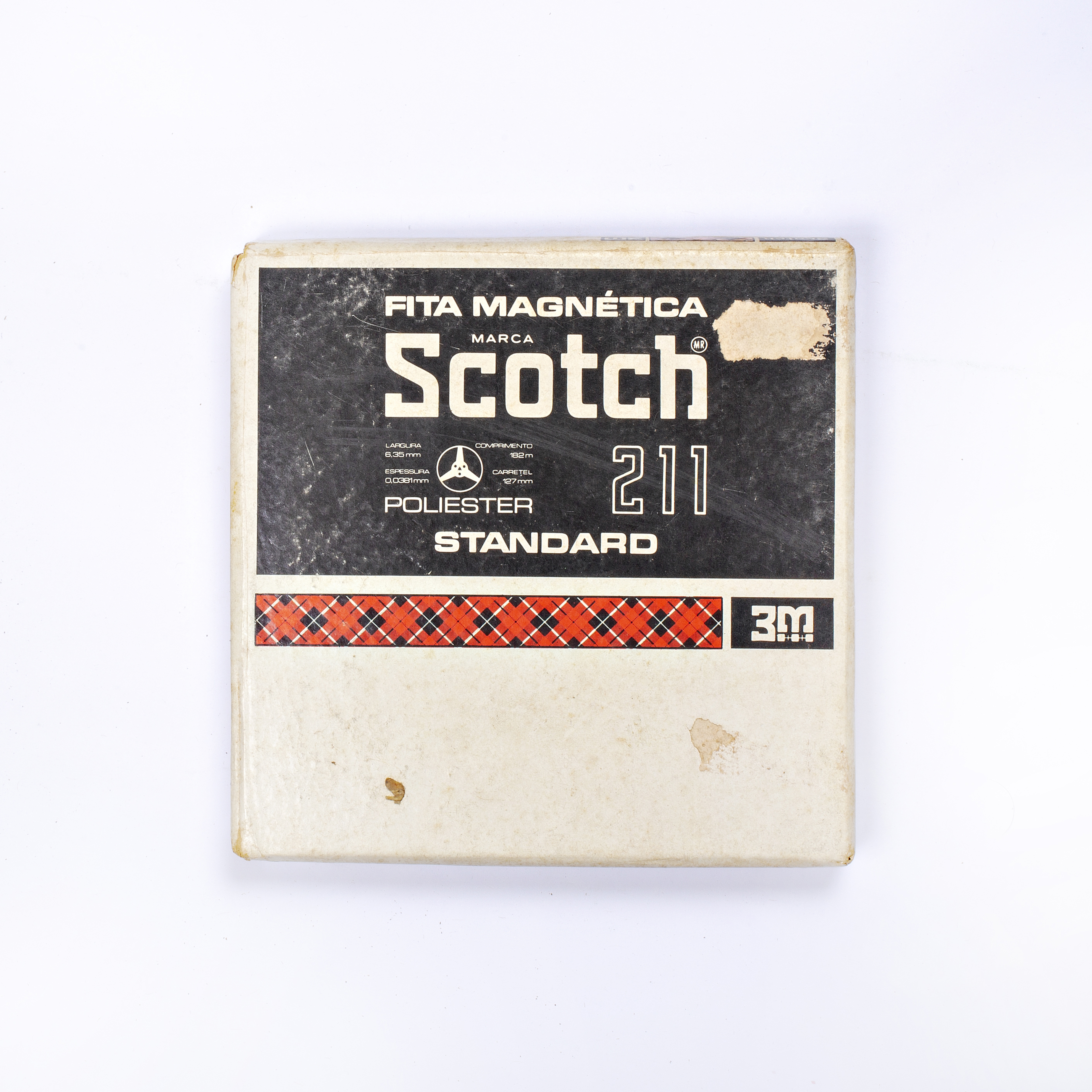
Fita magnética Scotch.

A 3M é frequentemente citada como uma das empresas mais inovadoras do mundo.
Foi eleita pelo Great Place to Work Institute (GPTW) como a segunda melhor empresa multinacional para se trabalhar em toda América Latina no ano de 2021 e como a vigésima primeira melhor empresa para se trabalhar no Brasil em 2020 e 2019. Presente regularmente entre as 150 melhores empresas para se trabalhar, em levantamento promovido pela Revista Exame/Você SA em parceria com a FIA-USP, foi especialmente premiada em 2009 por ser uma das empresas que mais vezes participou deste ranking.
Em 2009, foi apontada como a melhor empresa na formação de líderes dos EUA e uma das 5 melhores no Brasil em estudo da Consultoria Hay Group. É a 9ª melhor empresa para se estagiar de 2009, segundo pesquisa da ABRH-SP.
Em 2012, a 3M foi eleita a empresa mais inovadora do Brasil na pesquisa Best Innovator realizada pela consultoria A.T Kearney, com o apoio da revista Época Negócios e também a 3ª empresa mais inovadora do mundo segundo o ranking Global Innovation 1000 da consultoria internacional Booz & Company.
Em 2013, foi eleita, pelo segundo ano consecutivo, a Empresa Mais Inovadora do Brasil no Prêmio Best Innovator 2013 da revista Época Negócios e consultoria AT Kearney.